# Торо нігерійський
То́ро нігерійський (Phyllastrephus poliocephalus) — вид горобцеподібних птахів родини бюльбюлевих (Pycnonotidae). Мешкає в Нігерії і Камеруні.

## Поширення і екологія
Нігерійські торо поширені в Камеруні та на південному сході Нігерії. Вони живуть у гірських тропічних лісах Камерунського нагір'я на висоті від 500 до 1800 м над рівнем моря.

## Збереження
МСОП вважає стан збереження цього виду близьким до загрозливого. Нігерійським торо загрожує знищення природного середовища.